# Hauptbibliothek der Universität Zürich
Die Hauptbibliothek der Universität Zürich (HBZ) war eine öffentliche Hochschulbibliothek für Naturwissenschaften, Medizin und MTT-Berufe. Sie umfasste drei Standorte.
Die Hauptbibliothek wurde am 1. Januar 2022 in die Universitätsbibliothek Zürich (UB) integriert. 

## Aufgaben und Organisation

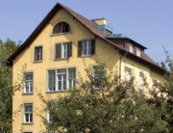
HBZ – Lernzentrum

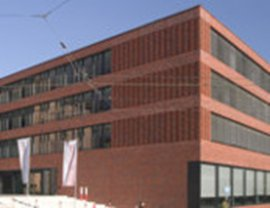
HBZ – Medizin Careum

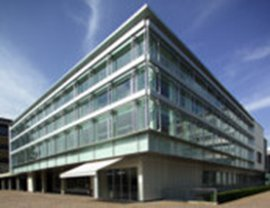
HBZ – Naturwissenschaften

Die HBZ war mit einem dualen Auftrag ausgestattet: Einerseits versorgte sie als zentrale Informationsvermittlungsstelle auf dem Irchel Campus und auf dem Careum Campus die Angehörigen der Universität, des UniversitätsSpitals und des Careum Bildungszentrums mit Medien. Als Hauptbibliothek der Mathematisch-naturwissenschaftlichen Fakultät und der Medizinischen Fakultät führte sie naturwissenschaftlich-medizinische Bestände. Anderseits koordinierte die HBZ die elektronischen Informationsressourcen aller Fachgebiete, die im Universitätsnetz verfügbar sind, und die entsprechenden Recherchesysteme, Datenbanken und elektronische Zeitschriften und Publikationen (ZORA). 
Die HBZ umfasste drei Standorte: HBZ – Lernzentrum, HBZ – Naturwissenschaften und HBZ – Medizin Careum. Die gesamtuniversitären Aufgaben wurden von drei HBZ-Abteilungen betreut: als Koordinationsstelle für die Informationstechnologie bei der Nutzung der E-Ressourcen an der UZH und für den Informationsverbund der Universität Zürich die Abteilung IT/Kooperation Bibliotheken, die zentrale Bewirtschaftung der E-Media inkl. Zeitschriften an der UZH durch die Abteilung E-Media und die Umsetzung der Open-Access-Strategie der UZH durch die Abteilung Open Access.
Die Dienstleistungen sind mit der Zentralbibliothek Zürich und der ETH-Bibliothek Zürich sowie mit den anderen Schweizer Hochschulbibliotheken abgestimmt.
Die Hauptbibliothek gehörte zum Bereich Akademische Dienste der Universität Zürich, welcher vom Prorektor Rechts- und Wirtschaftswissenschaften geleitet wird. Eine Bibliothekskommission war bis 2021 für die strategische Ausrichtung der Hauptbibliothek und des Bibliothekswesens an der Universität Zürich zuständig, die Bibliothekskoordination wirkte als Austausch- und Informationsplattform und befasst sich mit den Anforderungen und Bedürfnissen der Anwender. 

## Elektronische Informationsressourcen
Die Bibliotheken an der Universität Zürich setzen sich zum strategischen Ziel, Forschungs- und Lernumgebungen aktiv, kundenorientiert, nachhaltig und effizient mit digitalen Informationen und Informationssystemen zu unterstützen. Die E-Library-Strategie formulierte den Handlungsrahmen für die Umsetzung.
Kernelemente der E-Library bilden die elektronischen Informationsressourcen, die Publikations- und Forschungsdaten, die Recherche-Tools und die Nutzerzentrierten Angebote.
Die koordinierte Erwerbung und Lizenzierung der elektronischen Informationsressourcen aller Fachgebiete, die im Netz der Universität verfügbar sind, die Zusammenführung verteilter Ressourcen im Recherche-Portal sowie die kontextsensitive Verlinkung dieser Ressourcen waren eine der Kernaufgaben der HBZ. Die HBZ verantwortete mit ihrer Koordination E-Media den adäquaten und effizienten Einsatz der zentralen Finanzmittel und Ressourcen durch kostengünstige Beschaffungen und kooperative Einkaufsgemeinschaften wie das Konsortium der Schweizer Hochschulbibliotheken.

## Publikations- und Forschungsdaten
Wissenschafter und Forschungsorganisationen stellen ihre Publikationen vermehrt im Internet in offen zugängliche Archive und Dokumentenserver. Das Prinzip des Offenen Zugangs ist eine notwendige Strategie für eine effiziente wissenschaftliche Kommunikation. Die Universität Zürich unterstützt Open Access und hat dies zum strategischen Ziel erklärt mit entsprechenden Leitlinien.
Es war das erklärte Ziel der UZH, das Bewusstsein für Open Access innerhalb der Universität weiter zu stärken und den Dokumenten- und Publikationsserver ZORA, das Zurich Open Repository and Archive, international auszurichten und zu vernetzen. Damit präsentiert die Universität Zürich auf optimale Art und Weise ihren Forschungsoutput. Die HBZ koordinierte Open Access an der UZH.

## Recherche-Tools
Der frühere Verbundkatalog IDS Zürich Universität wurde im April 2013 in den Katalog des NEBIS-Verbundes integriert. Der NEBIS-Verbund migrierte Ende 2020 ins SLSP-Netzwerk. Die UZH-Teilbereiche wurden von der Abteilung IT/Kooperation Bibliotheken der Hauptbibliothek in Zusammenarbeit mit den Informatikdiensten der Universität Zürich betreut. Das Zugangsmanagement für das Datenbank-Recherche-Portal der UZH übernahm die Abteilung E-Media der HBZ.

## Nutzerzentrierte Angebote
Die Bereitstellung von elektronischen Informationsressourcen garantiert noch keine optimale Nutzung. Informationskompetenz, die befähigt, Informationen systematisch zu recherchieren, zu bewerten und effektiv zu nutzen, wird als Schlüsselqualifikation vorausgesetzt. Informationskompetenz muss erworben bzw. vermittelt werden. Studierende und Forschende beim Erwerb dieser Methodenkompetenz zu unterstützen, ist eine Kernaufgabe von Bibliotheken. Durch das Festlegen von gemeinsamen Standards sowie Lernzielen von Lehrveranstaltungen und durch die Zusammenarbeit der Hochschulbibliotheken wird die Qualität der Lehrveranstaltungen gefördert.
Die HBZ hatte im E-lib.ch-Teilprojekt Informationskompetenz an Schweizer Hochschulen (2009–2011) den Lead übernommen. Sie bot selber ein Schulungsprogramm an für die Angehörigen der Universität, mit Betonung auf der Medizinischen Fakultät, der Mathematisch-naturwissenschaftlichen Fakultät sowie für Ärzte und Lernende der Gesundheitsberufe. Das Schwergewicht lag auf den curricularen Lehrveranstaltungen, möglichst mit Anrechnung von Kreditpunkten.